# لوکاس چاوز (بازیکن فوتبال اهل بولیوی)
لوکاس چاوز (اسپانیایی: Lucas Chávez‎؛ زادهٔ ۱۷ آوریل ۲۰۰۳) بازیکن فوتبال اهل بولیوی است.
از باشگاه‌هایی که در آن بازی کرده است می‌توان به باشگاه فوتبال بولیوار اشاره کرد.
وی همچنین در تیم ملی فوتبال بولیوی بازی کرده است.